# Welordening
In de ordetheorie, een deelgebied van de wiskunde, is een welordening of welorde op een verzameling {\displaystyle S} een totale orde op {\displaystyle S} met de eigenschap dat elke niet-lege deelverzameling van {\displaystyle S} een kleinste element in deze ordening heeft. Een welordening is dus welgefundeerd. Samen met de verzameling {\displaystyle S} wordt de welgeordende relatie een welgeordende verzameling genoemd.
Elke welgeordende verzameling is orde-isomorf met precies één ordinaal, het ordetype van de welgeordende verzameling.
Omgekeerd, als een verzameling via een bijectie gekoppeld is aan een ordinaal, dan induceert dit een welordening van de verzameling. In de verzamelingenleer zegt de welordeningsstelling (die gelijkwaardig is aan het keuzeaxioma) dat elke verzameling welgeordend kan zijn, dus dat er voor elke verzameling een ordinaal met zo'n bijectie is.